# Fernand Rey
Fernand Robert Rey – belgijski strzelec, olimpijczyk.
Uczestnik Letnich Igrzysk Olimpijskich 1908, na których wystartował w 1 konkurencji. Osiągnął 36. miejsce w karabinie dowolnym w trzech postawach z 300 m.

## Wyniki

### Igrzyska olimpijskie
| Igrzyska    | Konkurencja                          | Wynik                  | Miejsce | Źródło |
| ----------- | ------------------------------------ | ---------------------- | ------- | ------ |
| Londyn 1908 | Karabin dowolny, trzy postawy, 300 m | 698 pkt. (284–245–169) | 36      | [ 1 ]  |